# Цветков, Леонид Александрович
Леони́д Алекса́ндрович Цветко́в (1909—1993) — советский учёный-химик, педагог-методист, кандидат педагогических наук (1937), член-корреспондент Академии педагогических наук СССР (1968; член-корреспондент Академии педагогических наук РСФСР с 1965 года).

## Биография
Родился 16 апреля (29 апреля по новому стилю) 1909 года в селе Николаевское Костромской губернии в семье священника.
После учёбы в ФЗУ поступил в Московский индустриально-педагогический институт им. К. Либкнехта. Окончив его в 1931 году, работал инструктором-методистом по подготовке рабочих кадров металлургического объединения «Сталь» (Харьков). С 1935 года Цветков — учитель химии в школах Москвы, в 1938—1941 годах — декан химического факультета Московского института усовершенствования учителей.
Во время Великой Отечественной войны находился в армии, закончив войну в звании майора. После демобилизации, с 1946 года, работал в Научно-исследовательском институте содержания и методов обучения Академии педагогических наук: был старшим научным сотрудником, заведующим сектором и позже — лаборатории химического образования.
Был главным редактором журнала «Химия в школе» в 1950—1955 годах. Автор многих учебников и учебных пособий, в том числе школьного учебника «Органическая химия» для 10 класса, за который он получил Государственную премию СССР. Учебник выдержал несколько изданий и до сих пор считается лучшим для изучения органической химии в школе. 
Жил в Москве на улице Стромынка, 23; 2-й Песчаной улице, 4 и Таллинской улице, 2. Умер 12 марта 1993 года в Москве.
Похоронен на Щербинском кладбище в Москве.